# Andrej Barčák (Politiker, 1920)
Andrej Barčák (* 19. Januar 1920 in Mlynky; † 23. Juli  1984 in Prag) war ein tschechoslowakischer Politiker und Minister sowie Mitglied der Kommunistischen Partei der Tschechoslowakei.

## Leben
Barčák studierte in Sopron (Ungarn) und in Ostrava Bergbau und arbeitete in Siebenbürgen in der Branche als Ingenieur ab 1943. 1947 kehrte er in die Tschechoslowakei zurück. Später wurde er Abgeordneter im föderalen Parlament der Tschechoslowakei, übte verschiedene Funktionen im Ministerium für Bergbau aus. 1970 bis 1981 wurde er in den Regierungen Lubomír Štrougal I, Lubomír Štrougal II und Lubomír Štrougal III Außenhandelsminister.
Sein Sohn Andrej Barčák war von 1989 bis 1990 ebenfalls Außenhandelsminister.